# Stefan Lurz
Stefan Lurz (* 8. April 1977 in Würzburg) ist ein ehemaliger deutscher Trainer der Freiwasserschwimmer.

## Tätigkeit als Trainer
Er trainierte seinen jüngeren Bruder Thomas Lurz, der mit zwölf gewonnenen WM-Titeln der erfolgreichste deutsche Schwimmer ist. Weitere Athleten, die bei ihm trainiert haben, sind Alina Jungklaus, Leonie Antonia Beck, Ruwen Straub, Sören Meißner, Christian Reichert und Annika Liebs. Die von ihm betreuten Schwimmer gewannen international zehn Weltmeistertitel, neun Europameistertitel, zwei Medaillen bei den Olympischen Spielen (2008 und 2012), 18 Medaillen bei Weltmeisterschaften und 23 Medaillen bei Europameisterschaften.
Lurz war ab dem Jahr 2000 Co-Trainer und im Zeitraum von 2006 bis 2021 Cheftrainer des Bundesstützpunktes Freiwasserschwimmen in Würzburg. Bis 2018 war er Geschäftsführer des SV Würzburg 05.

## Missbrauchsvorwürfe und Verurteilung
Am 19. Februar 2021 erhoben fünf Schwimmerinnen im Rahmen einer Spiegel-Recherche Missbrauchs- und Nötigungsvorwürfe gegen den damaligen Bundestrainer Lurz. Lurz wurde zunächst vom Deutschen Schwimm-Verband „bis auf Weiteres beurlaubt“. Anschließend trat Lurz als Bundestrainer zurück.
Im Februar 2022 wurde ein Strafbefehl wegen sexuellen Missbrauchs von Schutzbefohlenen rechtskräftig, mit dem sechs Monate Freiheitsstrafe auf Bewährung verhängt wurden. Lurz darf während der dreijährigen Bewährungszeit kein Schwimmtraining erteilen und muss als Auflage 1.500 € an den Weißen Ring bezahlen. In der ARD-Dokumentation Missbraucht zum Fall Jan Hempel, die im August 2022 erschienen ist, zeigten jedoch Aufnahmen vom Frühjahr 2022 vom Gelände, dass Lurz weiterhin für seinen Heimatverein SV Würzburg 05 aktiv ist, er soll seit Februar 2022 als kaufmännischer Mitarbeiter beim Verein angestellt sein.

## Privates
Lurz ist ausgebildeter Versicherungskaufmann und studierte Betriebswirtschaftslehre. 2006 heiratete er die für den SVW 05 startende Schwimmerin Annika Liebs, von der er 2013 wieder geschieden wurde.

## Auszeichnungen
Lurz wurde von der Deutschen Schwimmtrainer-Vereinigung in der Kategorie „Nationalmannschaft“ 2007 und 2011–2013 als Trainer/in des Jahres ausgezeichnet.